# Castellare di Mercurio
Castellare di Mercurio (in francese Castellare-di-Mercurio, in corso U Castellà di Mercuriu) è un comune francese di 35 abitanti situato nel dipartimento dell'Alta Corsica nella regione della Corsica.

## Società

### Evoluzione demografica
Abitanti censiti